# Período helenístico de Egipto

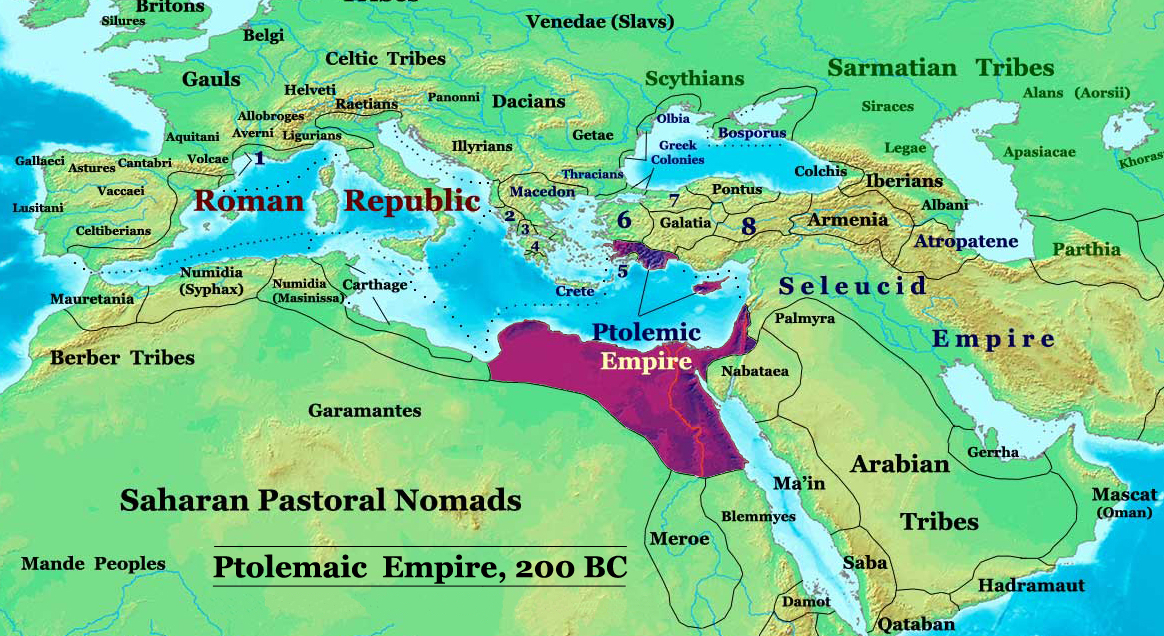
Máxima extensión del Egipto helenístico.

El período helenístico de Egipto, también llamado como el Egipto ptolemaico o el Imperio ptolemaico, fue un período artístico e histórico en el que la dinastía ptolemaica ostentaba el poder en todo Egipto y en algunas regiones más de Oriente Medio. La muerte de Alejandro Magno puso a Ptolomeo I Sóter como rey de Egipto, estableciendo una dinastía que gobernaría toda la región durante tres siglos (305 - 30 a. C.). Cleopatra VII fue la última reina ptolemaica, dejando en manos de los romanos todo Egipto.

## Historia

### Orígenes

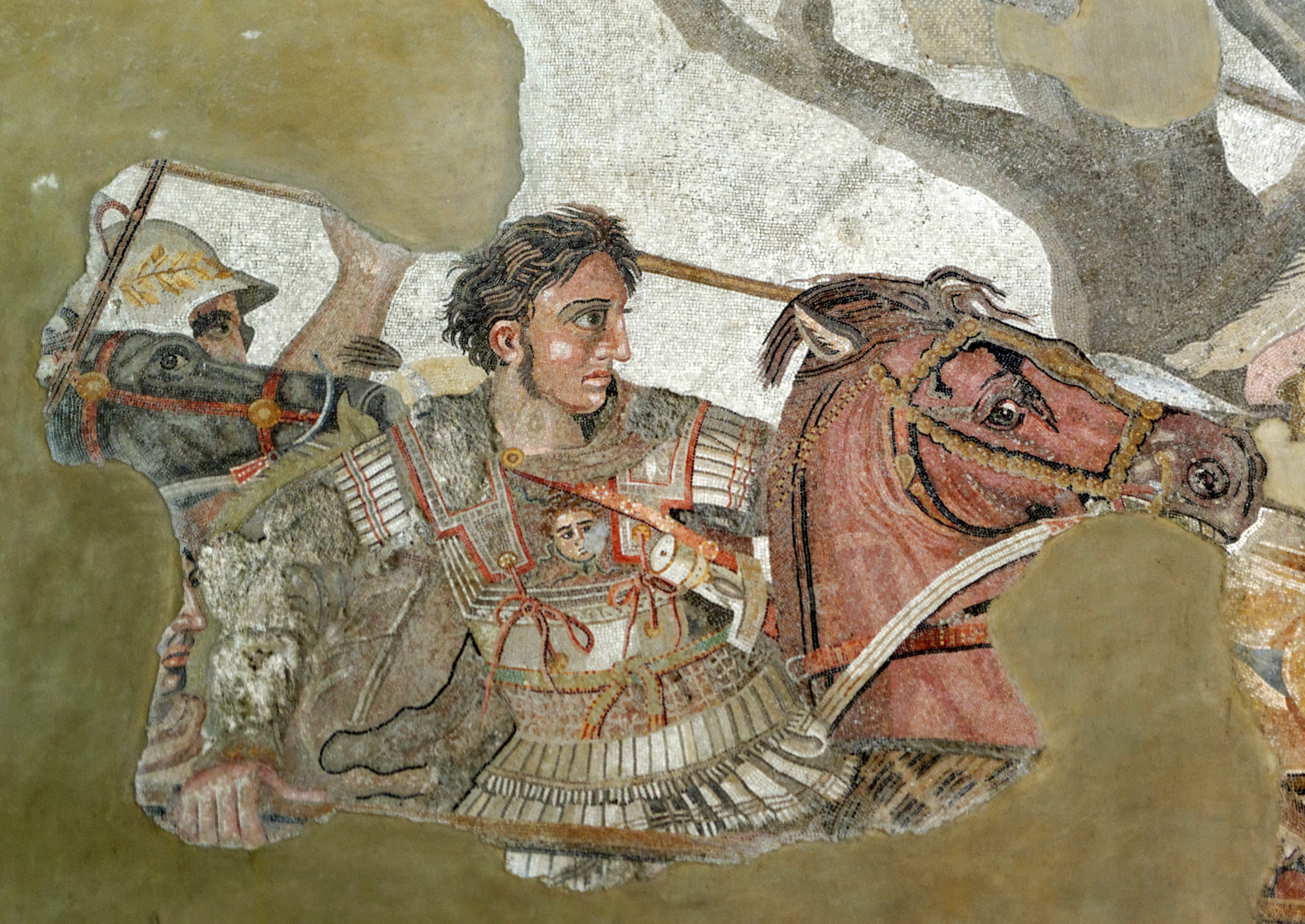
Imagen de Alejandro Magno. Detalle del mosaico de la casa del Fauno de Pompeya (Museo Arqueológico Nacional de Nápoles).

Alejandro III de Macedonia, tras haber heredado el trono de su padre el rey Filipo II en el año 336, se lanzó a la conquista del mundo conocido por aquel entonces, una de sus principales conquistas fue la de Egipto, la cual operó con eficacia, consagrándose como faraón de Egipto en el año 331. Durante los asedios de Tiro y Gaza su poder en la región era inmutable, el rey macedonio tenía a todo Egipto bajo su control.
Alejandro viajó al Oasis de Siwa, en Libia, donde un oráculo le afirmó que era hijo de Amón, el dios de la creación. El monarca abandonó Egipto en la primavera de ese mismo año, dejando a Balacrus, hijo de Amintas, y Peucestas, hijo de Makartatos, como gobernadores de la región.
A diferencia de los pueblos del Oriente Próximo, los egipcios nunca aceptaron la dominación persa, por lo que sus dos periodos de invasión (525 – 404 a. C. y 343 – 332 a. C.) se caracterizaron por constantes sublevaciones y una severa represión. Sucesos como la conquista de Egipto por Cambises en 526 a. C., 343 a. C., o la invasión del emperador Artajerjes son tan solo algunas causas del odio que tenían los egipcios hacia los persas. Alejandro Magno, una vez estando en Menfis, el soberano celebró su victoria con unos juegos al estilo griego y un sacrificio a Zeus. Al mismo tiempo, Alejandro intentó ganarse al pueblo y la casta sacerdotal egipcia honrando públicamente a las principales divinidades egipcias.

### El comienzo de la dinastía ptolemaica
Primero como gobernador y después como rey, Ptolomeo rigió Egipto hasta su muerte, y tras ella todos sus sucesores varones en el trono adoptaron también el nombre de Ptolomeo. Por ello esta dinastía fundada por él, la última del Egipto independiente, se conoce como Ptolemaica o lágida (por el apellido patronímico de Ptolomeo).

#### Ptolomeo I

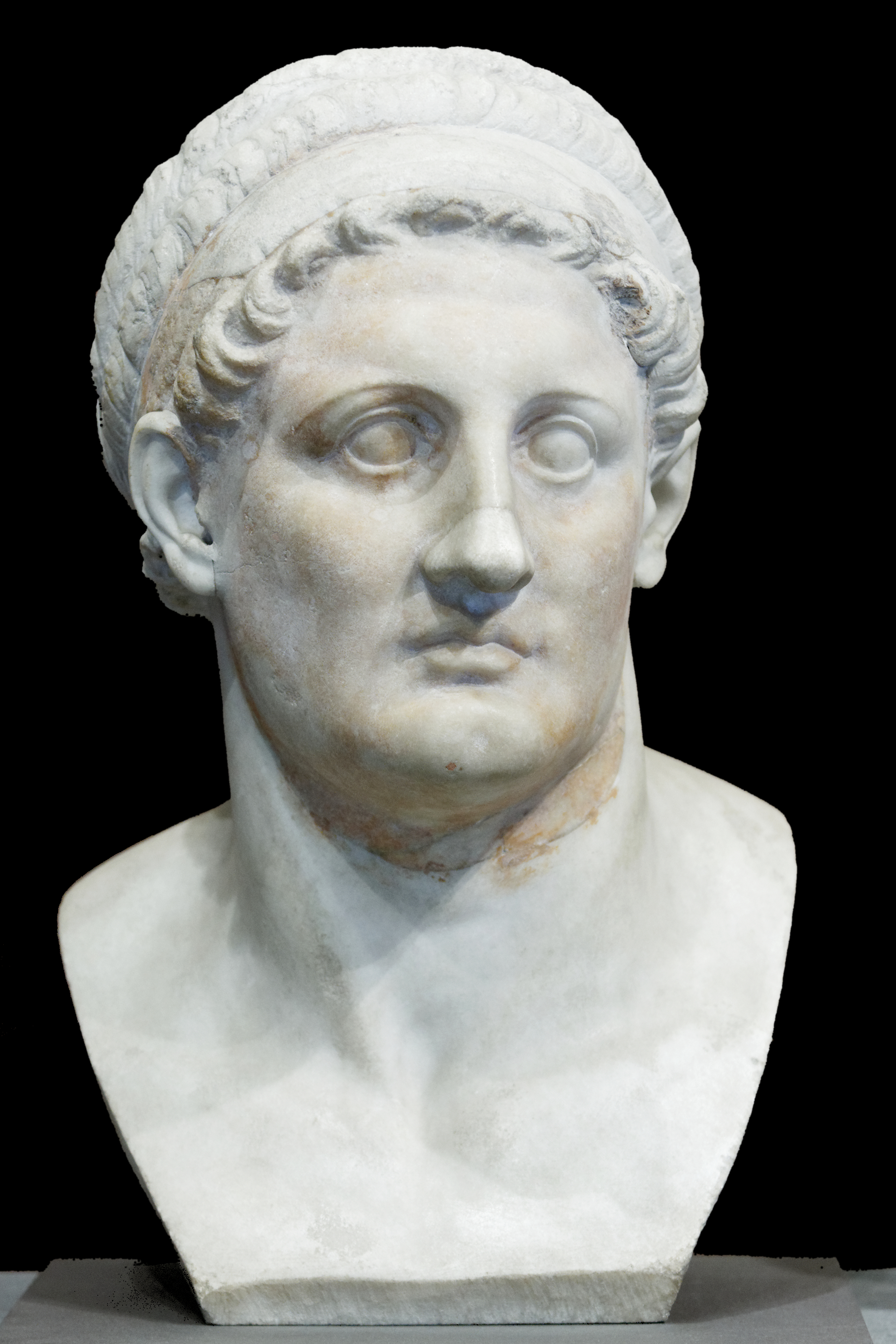
Busto en mármol de Ptolomeo I (siglo III a. C., Louvre, París)

Pérdicas, uno de los generales de Alejandro, nombró a Ptolomeo como sátrapa de Egipto, encargándole el plan de invasión de Egipto, esto lo llevaría a convertirse en rey de Egipto.
Ptolomeo fue coronado en el 305 a. C., tras convertirse en rey colocó a Alejandro como "dios estatal", venerando también a Serapis, una mezcla entra las religiones griega y egipcia. La economía, la política y la cultura se basaron en los ideales griegos, Ptolomeo reformó numerosos templos, dotándolos de las características básicas de un templo griego. Edificios tan famosos como el Faro de Alejandría o la Biblioteca se hicieron durante el reinado de Ptolomeo.

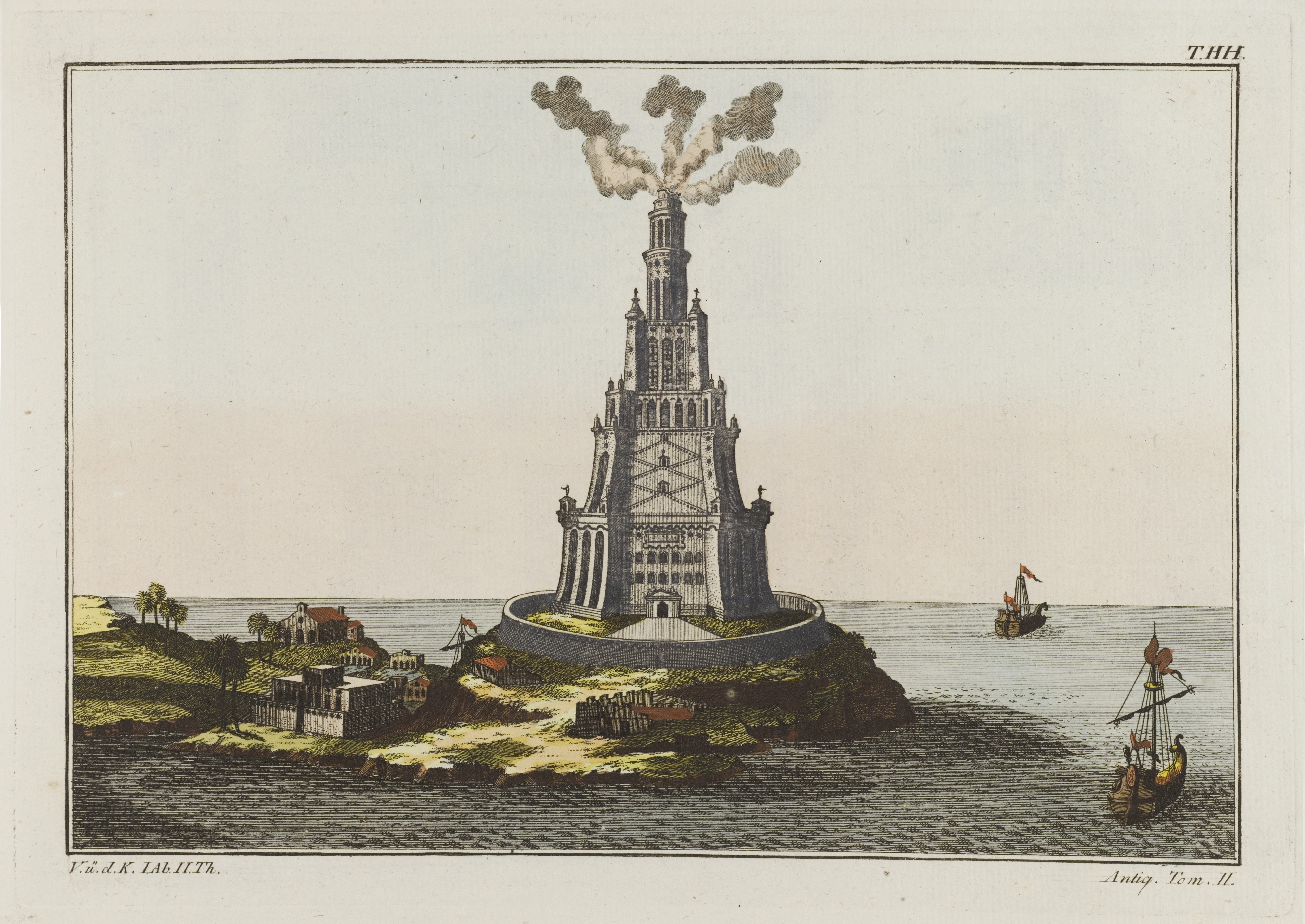
El Faro de Alejandría, una de las Siete Maravillas del mundo antiguo, fue construido durante el reinado de Ptolomeo I.

Las relaciones diplomáticas entre Pérdicas y Ptolomeo se desgastaron con el tiempo, poco a poco, la conexión entre los dos comandantes culminó con el robo del cuerpo de Alejandro por Ptolomeo, el rey egipcio llevó el cuerpo del rey macedonio a Menfis. Pérdicas se enteró de la noticia, por lo que movilizó a 2.000 soldados para partir desde Babilonia y conquistar Egipto cruzando por el Nilo.
En el 321 Pérdicas y su ejército habían llegado a la rama oriental del Nilo, donde continuaron hasta llegar a Menfis, pero antes de que el ejército de Pérdicas pudiera invadir Menfis, primero tenían que cruzar por las caudalosas aguas del Nilo. Para ello, Pérdicas utilizó la misma técnica que usó Alejandro para cruzar el río Tigris, colocando caballería río arriba y río abajo del punto de cruce.
Pérdicas creía que podía ganar gracias a este plan; incluso hizo algunas modificaciones diciendo que harían de la operación aún más fácil, pero sin embargo todo terminó en un fracaso. Los elefantes y caballos que luchaban sin cesar se hundieron junto con el resto de la infantería, el nivel del agua subió de forma considerable, dejando a todos los soldados sin la posibilidad de andar. Pérdicas dio la orden de que todos sus hombres volvieran a la orilla donde él se encontraba, pero muchos soldados no sabían nadar, por lo que murieron en el camino.
Finalmente, los últimos hombres de Pérdicas fueron asesinados por los cocodrilos o por las tropas de Ptolomeo, dos millares de vidas habían sido arrebatadas durante aquella batalla, una batalla que destruyó los planes del regente macedonio por completo. Las tropas de Pérdicas, hartas por las condiciones en las que tenían que vivir, se rebelaron contra su general y lo asesinaron de forma brutal, dejando a Egipto libre de cualquier otra invasión.
El monarca dotó a Alejandría de un régimen político autonómico, mandó edificar en ella la Biblioteca y se inició la construcción de su Faro. La ciudad se pobló con un gran número de habitantes venidos de Judea y de griegos de diversos puntos de la Hélade.
En el resto de Egipto, Ptolomeo se sirvió de la ya existente y bien organizada red burocrática egipcia, añadiéndole ciertas mejoras (como los censos en nomos y poblaciones) para aumentar la producción, con el fin de maximizar la explotación económica.

#### Ptolomeo II

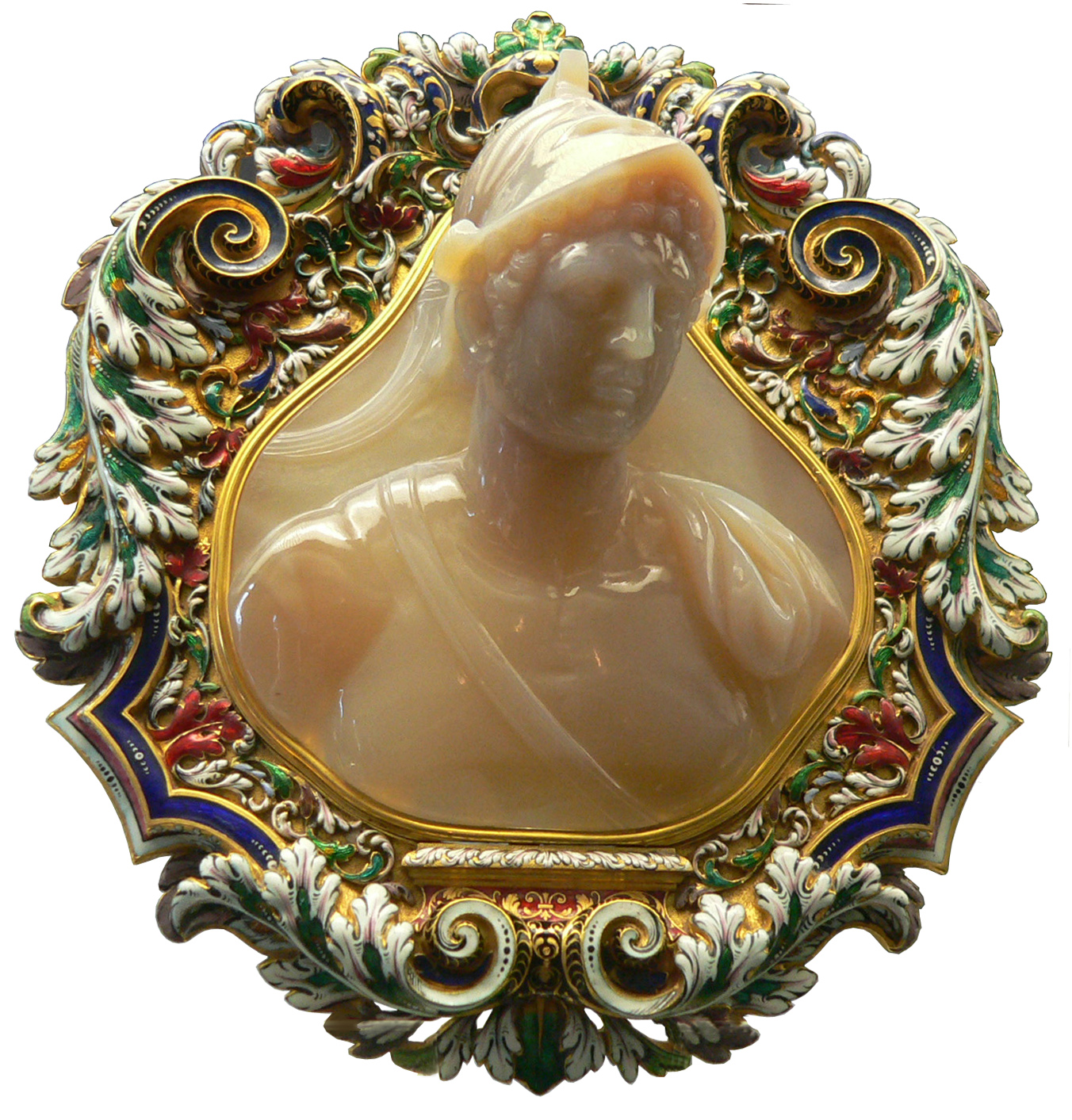
Camafeo representando a Ptolomeo II.

Ptolomeo II, que sucedió a su padre en 283 a. C., continuó la política exterior de este, pero ahora los enfrentamientos, con consecuencias menos radicales en el mapa político, fueron entre una nueva generación de reyes, los llamados Epígonos, sucesores de los diádocos.
Durante su reinado se produjo una generalizada reorganización administrativa y económica de Egipto. Ya fue iniciada por su padre, pero de estos años se conservan una gran cantidad de fuentes escritas que nos muestran de primera mano la naturaleza de la vida social, económica y burocrática del periodo.

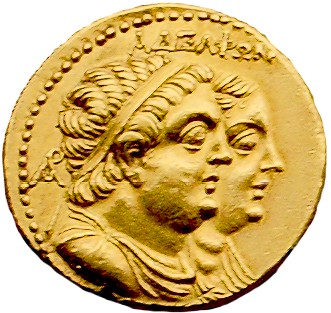
Octodracma con las efigies de Ptolomeo II y su segunda esposa, Arsínoe II.

La segunda esposa de Ptolomeo II fue su propia hermana, Arsínoe II. Este hecho, desconocido en el mundo helénico pero habitual entre los faraones egipcios, fue imitado por la mayoría de los posteriores miembros de la dinastía. Arsínoe fue activamente corregente de Egipto y tras su muerte (270) se le rindió culto junto a su hermano con el apelativo de "dioses filadelfos" ("dioses hermanos que se aman mutuamente").
Ptolomeo trasladó la capital de Menfis a Alejandría, que se convirtió durante su reinado en un importante centro comercial, y también en el principal núcleo intelectual del mundo helenístico gracias al impulso que el monarca y su esposa dieron a la cultura, la ciencia y la técnica. La Biblioteca y el Templo de las Musas de dicha ciudad alcanzaron su máximo esplendor durante esta época, y a ella acudieron grandes sabios de su tiempo procedentes de todo el mundo helénico como Euclides, Teócrito, Calímaco y Manetón.

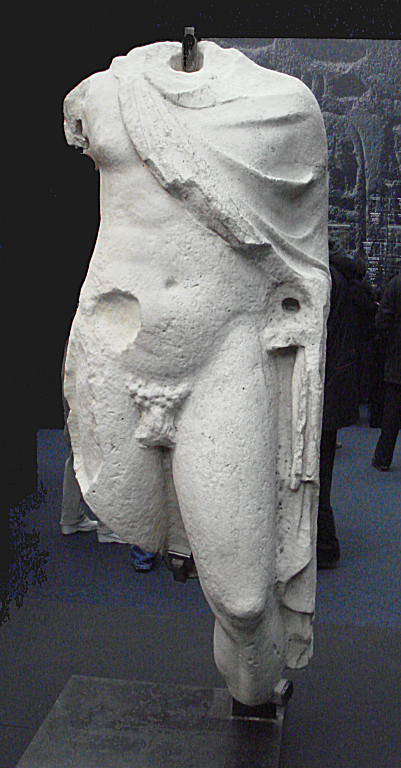
Estatua de Ptolomeo III ataviado como Hermes.

El rey también favoreció el desarrollo económico y de la agricultura: se introdujeron nuevos cultivos y sistemas de irrigación, y se creó un nuevo sistema monetario.

#### Ptolomeo III
Ptolomeo III heredó a la muerte de su padre (246) un país en buen estado y durante su reinado se prolongó esta prosperidad. Además, su matrimonio con Berenice de Cirene le permitió recuperar este territorio.
De su política exterior destacan sus incursiones militares en el Imperio seléucida durante la Tercera Guerra Siria (246–241), primero para defender los derechos al trono de su hermana Berenice Sira y su hijo, y después para vengar su muerte a manos de Laódice I. Llegó incluso hasta Babilonia (aunque posteriormente se retiró de ella) y recuperó estatuas y objetos religiosos egipcios sacados del país tres siglos antes por Cambises II (por lo que recibió el sobrenombre de Evérgetes, "el Benefactor"). También se adentró en Nubia y estableció el predominio naval egipcio en el Egeo.
Al igual que su padre, Ptolomeo III protegió y estimuló la cultura. Aumentó el número de volúmenes de la Biblioteca de Alejandría, inició la construcción del Templo de Horus en Edfu (237), e intentó establecer un nuevo y mucho más preciso calendario solar promulgando el Decreto de Canopo (marzo de 237). Además otorgó la plena ciudadanía alejandrina a los judíos y amparó su religión.

### Declive ptolemaico

#### Ptolomeo IV

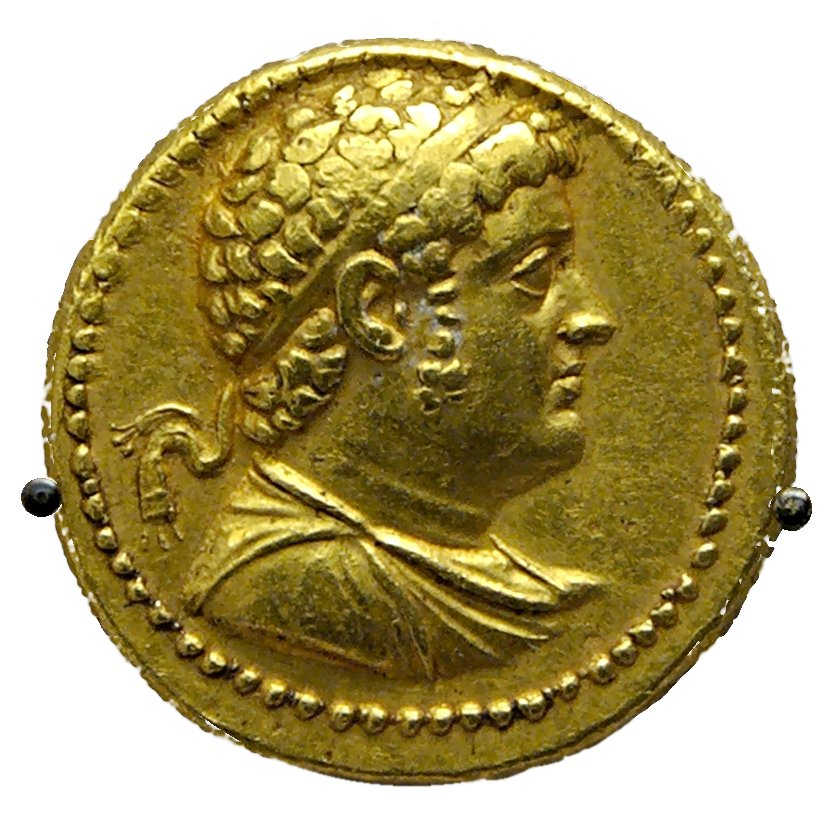
octodracma: efigie de Ptolomeo IV.

Evérgetes murió en 221 y le sucedió su hijo de 23 años Ptolomeo IV, que las fuentes griegas presentan como un gobernante débil y corrupto. Lo cierto es que se interesó más por la cultura y el lujo que por la política, delegando esta en un ministro alejandrino llamado Sosibio. A pesar de ello derrotó en Rafia (217) a Antíoco III Megas, batalla en la que por vez primera desde la llegada de Alejandro Magno la mayor parte del ejército egipcio era indígena. Este hecho rompió el mito de la invencibilidad de los soldados greco-macedonios y animó a algunos nativos a iniciar rebeliones ocasionales, que sin embargo fueron sofocadas sin demasiada dificultad por la monarquía.

#### Ptolomeo V

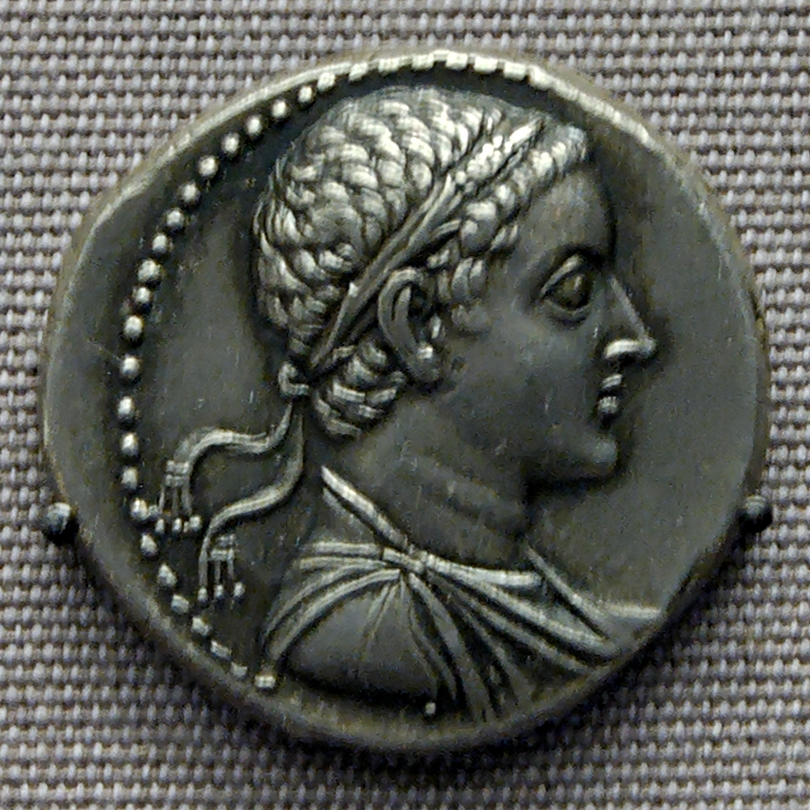
tetradracma: efigie de Ptolomeo V.

Ptolomeo V accedió al trono (205) cuando tenía cinco años, y durante su minoría de edad distintos regentes se hicieron cargo del gobierno. Estos no pudieron enfrentar con eficacia los ataques conjuntos de Antíoco III Megas y Filipo V de Macedonia, y al cabo de la quinta guerra siria (202–195) Egipto perdió sus territorios egeos en Asia Menor y Tracia, y Celesiria (incluyendo Judea). 
La situación interior del reino empeoró con el aumento de las rebeliones nativas, que llegaron a su punto álgido en la Tebaida, donde se estableció incluso una efímera dinastía indígena (Horunnefer y Anjunnefer) desde 205 hasta 186. La monarquía reprimió las revueltas con contundencia, pero también intentó un acercamiento a los nativos a través del clero, como se refleja en la coronación (197) de Ptolomeo V Epífanes ("el dios que se manifiesta") mediante el antiguo rito egipcio y la promulgación del Decreto de Menfis (197, recogido en la Piedra de Rosetta).

#### Ptolomeo VI

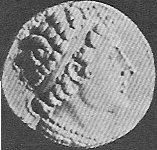
Moneda: efigie de Ptolomeo VI.

Al igual que su padre, Ptolomeo VI llegó al trono (180) siendo niño, y fue su madre Cleopatra I quien gobernó el país, pacíficamente, hasta su muerte en 176. En 170 Antíoco IV invadió Egipto, aunque mantuvo al faraón como mero rey títere. Los alejandrinos se opusieron a ello y reaccionaron proclamando rey a su hermano Ptolomeo Fiscón. Luego, sin embargo, durante una ausencia de Antíoco los dos hermanos acordaron gobernar juntos. Esto provocó un segundo ataque de Antíoco, pero durante el asedio de Alejandría, Roma (aliada de Egipto), mediante sólo su embajador Cayo Popilio Lenas (lo que prueba su ya poderosa influencia) le obligó a retirarse inmediatamente (168). Más tarde, aprovechando la muerte de Antíoco IV (164), Ptolomeo VI intervino en las disputas internas en Siria, primero apoyando, y después atacando, al usurpador Alejandro Balas.
La política interior se caracterizó por intensas disputas dinásticas entre Ptolomeo VI (Filómetor) y su hermano Fiscón, que se resolvieron, mediante intervención romana, quedándose el primero con Egipto y el segundo con Cirene.
Ptolomeo VI murió en Siria durante una batalla contra Alejandro Balas en 145. Su hermana y viuda Cleopatra II hizo coronar entonces al hijo de ambos como Ptolomeo VII Neo Filopátor. Pero ese mismo año Fiscón volvió a Egipto, tomó el trono con el nombre de Ptolomeo VIII Evérgetes II, y al año siguiente asesinó a Neo Filopátor y se casó con Cleopatra II (también hermana suya).

### Los últimos Ptolomeos
El Egipto ptolemaico entra ahora en su etapa final de imparable decadencia en la que se suceden continuas disputas (con frecuencia violentas) por el poder entre los distintos miembros de la dinastía, al tiempo que el país va cayendo progresivamente bajo la tutela de Roma, quien en función de sus intereses decidirá directa o indirectamente quién reina. Justo antes de la definitiva y total pérdida de la independencia, destacará sin embargo como una hábil y poderosa gobernante Cleopatra VII, la última reina Lágida y del Antiguo Egipto.
De Ptolomeo VIII Evérgetes II relatan los historiadores de la antigüedad que era detestado por los griegos dadas su crueldad, tiranía y fuerte represión sobre los alejandrinos. Además, hubo durante su gobierno un deterioro de las condiciones socioeconómicas, junto con revueltas y abandono de tierras y propiedades por parte de los campesinos. Por otro lado, los testimonios conservados de los egipcios, quienes empezaron a ocupar altos cargos en el ejército, dan una visión favorable del monarca. Como hecho positivo del reinado cabe destacar el comienzo de importantes relaciones comerciales resultantes del descubrimiento por Eudoxo de Cízico de una nueva ruta hacia la India a través del Mar de Omán.
Evergetes II contrajo matrimonio con Cleopatra III, hija de Ptolomeo VI Filómetor y Cleopatra II, sin haber repudiado a esta última, que se rebeló contra él, llegando incluso a expulsarle momentáneamente (131), pero que luego se reconcilió (125) y aceptó gobernar con él y Cleopatra III. Ambos hermanos murieron en 116. Evergetes II designó como co-herederos a Cleopatra III y al hijo de ambos que ella eligiera. No obstante, por la presión de los alejandrinos, y en contra de su voluntad, el corregente fue Ptolomeo IX Sóter II (apodado Látiro) en detrimento de su hermano Ptolomeo X Alejandro I, que quedó como rey de Chipre. El hijo bastardo Ptolomeo Apión heredó Cirene, que a su muerte (96) legó a Roma.
Cleopatra III consiguió finalmente ser corregente con Alejandro I tras expulsar, por dos veces (110 y 107), a Sóter II. Alejandro I, que asesinó a su madre en 101, fue expulsado por los alejandrinos en 89 pero regresó al año siguiente con un ejército de mercenarios reclutados en Siria, a los que pagó saqueando la tumba de Alejandro Magno, lo que provocó una nueva revuelta de la población, que lo expulsó por segunda vez. Murió poco después tratando de tomar la costa de Licia. Sóter II volvió entonces a ser rey (88–80), asociando al trono a la viuda de su hermano y a la vez hija suya, Berenice III, que a su muerte sería su heredera. En 88 a. C. reprimió una rebelión en Tebas asediando la ciudad durante tres años y saqueándola.
En los seis meses que gobernó, Berenice III se ganó el afecto del pueblo. Pero Ptolomeo XI Alejandro II, hijo de Alejandro I, apoyado por el dictador romano Sila, la obligó a casarse con él para acceder así a la corregencia. 19 días después, Berenice, que insistía en gobernar sola, fue asesinada por su marido, y el enfurecido pueblo de Alejandría reaccionó matándole a él.

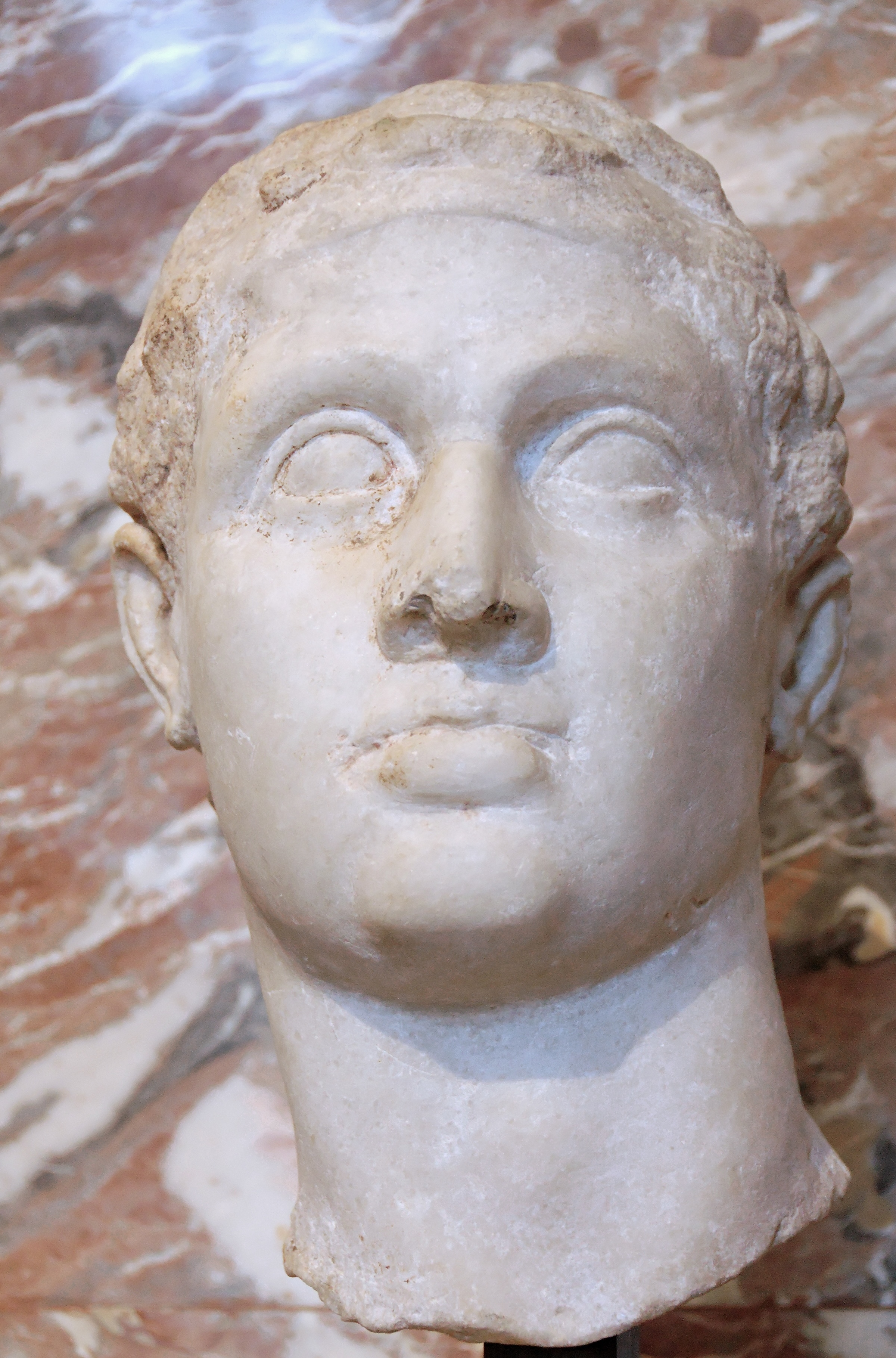
Busto de Auletes.

Alejandría eligió como nuevo monarca (80 a. C.) a Ptolomeo XII Neo-Dioniso Auletes, un hijo bastardo de Sóter II. Por este hecho su legitimidad como rey fue puesta en duda por una parte del Senado romano en 65 a. C., que pretendía con ello justificar la anexión de Egipto. Así pues, el principal objetivo político de Auletes fue conseguir suficientes apoyos en Roma para mantener su estatus. Lo consiguió enviando tropas de ayuda al cónsul y general Pompeyo y sobornando al entonces cónsul Julio César (59). Sin embargo no evitó que en 58 a. C. Roma se anexionara Chipre, lo que causó una insurrección popular que le obligó a marchar a Roma para recabar ayuda militar. En su ausencia, y tras la muerte de su esposa Cleopatra V, los alejandrinos proclaman reina a su hija Berenice IV. La disputa por el trono habría de resolverse entonces en el Senado romano. Auletes, a pesar de realizar cuantiosos sobornos (que le obligaron a endeudarse) y asesinar a delegados alejandrinos, no consigue de él ayuda militar, pero fue finalmente restaurado (55 a. C.) por un ejército romano al mando de un lugarteniente de Pompeyo, y ejecutó después a Berenice.

### Cleopatra
Auletes designó sucesores a sus hijos Ptolomeo XIII Teo Filópator y Cleopatra VII, que contaban con diez y diecisiete años respectivamente cuando su padre murió en 51 a. C. Pronto surgieron las desavenencias entre los dos corregentes, y en el año 48 a. C. Cleopatra abandonó Alejandría con sus 2 hijos, Cesarion y su hija Cleopatra con  el objetivo de reunir un ejército y dar un golpe de Estado que la aupara al poder en solitario.

#### Julio César
Roma también estaba en guerra civil y ese mismo año Pompeyo huyó a Egipto tras su derrota en Farsalia a manos de Julio César. El gobierno egipcio, de facto en manos de un eunuco de la corte llamado Potino, le asesinó, pensando obtener así un consiguiente apoyo de César que le permitiera vencer al bando de Cleopatra. Sin embargo, al general romano, que arribó a Alejandría unos días más tarde en persecución de su rival, no le agradó la decisión, pues su intención era capturarle con vida o quizás incluso perdonarle. 
Al mismo tiempo, Cleopatra consiguió acceder (burlando el control de los partidarios de su hermano) hasta el palacio real en el que se aposentaba César para persuadirle de que tomara partido por ella. El general propuso una reconciliación entre los hermanos que fue rechaza por Ptolomeo, quien además decidió atacar a los soldados romanos aprovechando su aislamiento. Estos resistieron el asedio al palacio de Alejandría hasta que la llegada de refuerzos les permitió contratacar y lograr la victoria final. Ptolomeo XIII pereció durante uno de los combates y Cleopatra fue proclamada reina (47) junto a otro de sus hermanos, Ptolomeo XIV Filópator II.
Julio César y Cleopatra pasaron juntos varios meses en Egipto y fruto de su relación nacería Ptolomeo XV, más conocido como Cesarión. Luego él partió a combatir (y derrotar) a Farnaces del Ponto (47) y a doblegar con éxito la resistencia de los optimates en Tapso (febrero de 46) y Munda (marzo de 45), al tiempo que efectuaba en Roma diversas reformas políticas que le atañían tanto a él personalmente como al Imperio en general. Además de la instauración de una monarquía romana, entre los objetivos finales de César probablemente se encontrara el de unir, mediante su matrimonio con Cleopatra, a los Estados romano y egipcio, dando así como resultado la unidad política de todo el mundo mediterráneo. 
La influencia egipcia durante estos años de Julio César en Roma también se reflejó en la administración, la sociedad, la cultura e incluso la religión. Cabe citar, por ejemplo, la recaudación directa de los impuestos por el Estado (que evitaba los anteriores abusos de los publicanos); el inicio de la administración racional (y no la mera explotación) de las provincias; la adopción, con pequeñas correcciones, del calendario de Canopo (llamado desde entonces juliano); y la introducción del culto a Isis. La propia Cleopatra estuvo dos veces (46 y 45-44 a. C.) en Roma junto a Cesarión. Durante la segunda asesinaron a Julio César (15 de marzo del 44), tras lo cual tuvo que huir a Egipto. Allá ejecutó a su hermano Ptolomeo XIV y adjuntó al trono a su hijo.

#### Marco Antonio
En las posteriores pugnas entre republicanos y cesaristas, y en contra de lo que cabría esperar, Cleopatra no prestó ayuda a los segundos sino que se mantuvo neutral a la espera de un resultado. Vencieron a la postre los triunviros Octavio y Marco Antonio, que previamente (42 a. C.) se habían repartido el Imperio. En 41 a. C. el segundo de ellos, como gobernador de la parte oriental, se reunió en Tarsos con la reina para pedirle explicaciones por su actitud. Cleopatra preparó un suntuoso encuentro con el objetivo de seducir al romano como ya hiciera con Julio César, cosa que logró con creces, pues a partir de entonces su relación personal condicionó totalmente las decisiones políticas de Marco Antonio, quien a diferencia de César supeditó su voluntad e intereses a los de la reina de Egipto.
La pareja pasó junta en Egipto el invierno de 41-40 a. C. y fruto de su relación nacerían los gemelos Alejandro Helios y Cleopatra Selene II. Después él marchó a Roma, pero regresó en otoño del 37, en el curso de una campaña contra los partos, y contrajo matrimonio con ella (sin repudiar a su esposa Octavia, hermana de Octavio). Marco Antonio cedió a Cleopatra Chipre, Fenicia y Creta, y Egipto volvió a tener una extensión similar a la de los tiempos de los primeros Lágidas. Tuvieron otro hijo (Ptolomeo Filadelfo), llevaron juntos una vida de lujo y derroche, y nombraron a sus vástagos herederos de varios estados satélites, como Armenia y Cirene (34 a. C.).
La relación entre Octavio y Marco Antonio había ido empeorando progresivamente y a partir del año 37 el primero ya consideraba al segundo un enemigo contra el que empleó la propaganda ante el pueblo y el Senado de Roma, presentándole como un títere en manos de la reina de Egipto en detrimento de los intereses de Roma. Al terminar la vigencia del triunvirato (33) los dos rivales se lanzaron acusaciones en el Senado, pero Octavio reforzó las suyas desvelando el testamento secreto de Antonio de las vestales, corroborando así sus argumentos y propiciando la posterior destitución de su rival y la declaración de guerra a Egipto (32).
El ejército de Marco Antonio (tanto terrestre como marítimo), aunque menos disciplinado y entrenado que el de Octavio, era más numeroso. Sin embargo, en la decisiva batalla naval de Actio (2 de septiembre del 31), los más maniobrables barcos del general Agripa consiguieron situarse frente a la flotilla de Cleopatra. Ésta huyó entonces presa del pánico,según otras fuentes para ir a proteger la entrada a Egipto y obtener apoyo,al darse cuenta Antonio fue detrás de ella abandonando a sus hombres, que al final perdieron la batalla. Esto decantaba la victoria final hacia el bando de Octavio, quien el 30 de julio del año 30 entraba con facilidad en Alejandría. A continuación Marco Antonio se suicidó. Tras una entrevista con Octavio, y previendo el final que seguramente le esperaba (desfilar como prisionera en el Triunfo del romano), Cleopatra también se quitó la vida (según la tradición mediante la mordedura de un áspid) a finales de agosto del mismo año. Su reino se convertía ahora en la provincia romana de Egipto.

## Gobierno y civilización del Periodo Helenístico
La abundancia de papiros públicos y privados de este periodo nos ha dejado una imagen bastante clara de la naturaleza de la vida cotidiana, y ha hecho del Egipto ptolemaico uno de los lugares del mundo antiguo mejor conocidos por los historiadores. La documentación es especialmente profusa en lo referente a mediados del siglo III a. C., cuando Ptolomeo II desarrolló un intenso proceso de organización administrativa del país, de la que también se valieron sus sucesores.

### Administración
Los Lágidas acentuaron la centralización y el control de sus dominios, y su administración, que complementaba los catastros y los empadronamientos, fue muy minuciosa. Estaba estrechamente relacionada con el sistema económico, planificado para producir el mayor ingreso posible para el Estado.
Uno de los numerosos problemas de los primeros Ptolomeos fue su necesidad de contar con griegos para el ejército y la administración. A los que servían en el ejército, el rey (propietario de todo el suelo) les otorgaba parcelas de tierra en usufructo. Estos soldados (llamados klēroūkhos, "terratenientes") formaron inicialmente la espina dorsal del sistema legal, económico y administrativo. Muchos de ellos ocuparon cargos oficiales menores y mayores.
La tierra que el rey no concedía a los privilegiados, como a los mencionados soldados y los templos, se arrendaba a los campesinos indígenas por parcelas. Sin embargo estos debían seguir las órdenes de los funcionarios, que delimitaban la superficie a cultivar y distribuían por adelantado las semillas, que luego cobraban tras la cosecha, junto con el arriendo y los impuestos. Lo que quedaba para el campesino sólo le permitía mantener un bajo nivel de vida, al tiempo que el Estado obtenía grandes beneficios mediante la exportación. Además, aquel no podía abandonar su residencia sin el permiso real.
La elaborada estructura administrativa tenía burocracias paralelas, cada una con su propia jerarquía, para los distintos departamentos de gobierno: un departamento de ingresos supervisaba la recaudación de impuestos y su transferencia a la corona; uno de administración de tierras determinaba la superficie destinada a la siembra de los diversos cultivos y verificaba su realización; y un departamento de archivos mantenía registros de propiedad de tierras, de asignaciones de siembras y sus requisitos, y de gravámenes y pago de impuestos. Estos tres departamentos operaban a varios niveles. En el más alto de ellos, el nomo, un oikonomos supervisaba la administración de los ingresos, un nomarca hacía lo propio con la tierra, y un escriba real se encargaba de los registros. En un nivel inferior estaban sus respectivos subalternos, que desempeñaban estas mismas funciones en ámbitos más reducidos, como las poblaciones. Los estrategas ("generales"), además de asumir labores militares, administraban justicia en el nomo. Por encima de todos estos cargos se situaba el llamado dieceta (ministro de finanzas), que dirigía desde Alejandría las actividades económicas de todo el país. Sin embargo esta estructura tripartita no siempre era tan exacta. Algunas áreas requerían una mayor articulación administrativa y por ello había en ellas más divisiones y niveles, mientras que en otras sucedía lo contrario al no disponer el Estado de suficientes funcionarios.
Tanto griegos como egipcios formaban parte del funcionariado. Los segundos ocuparon puestos de bajo y también de alto rango, como muestran papiros y estatuas de ellos.
Alejandría tenía su propio régimen político de ciudad griega, y jurídicamente nunca fue considerada como una parte de Egipto, sino yuxtapuesta a él.

### Economía
Los Lágidas establecieron un sistema económico mixto, que contaba con monopolios reales y negocios privados. De la explotación de los primeros y de los impuestos sobre los segundos obtenían ingresos. Se conservan papiros del siglo III a. C. que muestran, por ejemplo, la existencia en tiempos de Ptolomeo II de monopolios reales del aceite, producción textil, fabricación y venta de cerveza, y distribución de sal. Lo que no estaba monopolizado estaba gravado, a distintos niveles según el producto en cuestión.
Aunque no es posible determinar con exactitud en qué se gastaban luego las ganancias, lo cierto es que una buena parte de ellas iba destinada a mantener al amplio estamento militar ptolemaico. Dentro del país, algún dinero se dirigía a la administración, aunque el gasto en personal estaba encaminado a la posterior obtención de beneficios. Muchos papiros hacen referencia a estos pagos, que figuran como salarios prefijados de antemano en leyes, y no como una cantidad en función de la ganancia resultante (práctica empleada por los romanos).
La economía del Egipto helenístico era altamente sofisticada e incluía ocupaciones especializadas. Por ejemplo, la banca, que servía al mismo tiempo al rey y a intereses privados. El banco real, con sucursales en todo el país, hacía las veces de tesorería, cobrando los pagos debidos al rey, y efectuando desembolsos oficiales a las autoridades competentes. Asimismo los bancos realizaban todo tipo de operaciones privadas, como préstamos, depósitos y pagos a cuentas. Cosas todas ellas de las que daban fe por escrito. Hay constancia de que tierras y casas fueron también objeto de transacciones económicas (como préstamos), a pesar de que en teoría el rey poseía la mayoría de ellas.
El comercio exterior estaba controlado por el Estado. Egipto exportaba cebada, trigo, papiro, telas de lino, vidrio y artesanía, e importaba maderas y metales.

### Religión
Al igual que en los anteriores aspectos, los Ptolomeos también ejercieron una estrecha vigilancia sobre la religión, lo cual les creó en ocasiones problemas con el clero. Dicho control obedecía además a las interrelaciones con la política, e incluso con la economía, que tenía la religión en el antiguo Egipto. Ya desde el inicio, parece ser que las tierras de los templos eran administradas por funcionarios, tal como hacían con las del rey. El gobierno pagaba los gastos de los templos y obtenía ingresos por la explotación de sus tierras.
Por lo que respecta a los griegos, no tuvieron problemas en convivir con la religión egipcia, que ya respetaban desde antiguo, y podían incluso adorar a algunas de sus deidades tal como hacían con las propias. Tal es el caso del culto a Isis, que llegó a propagarse por todo el mundo helenístico.

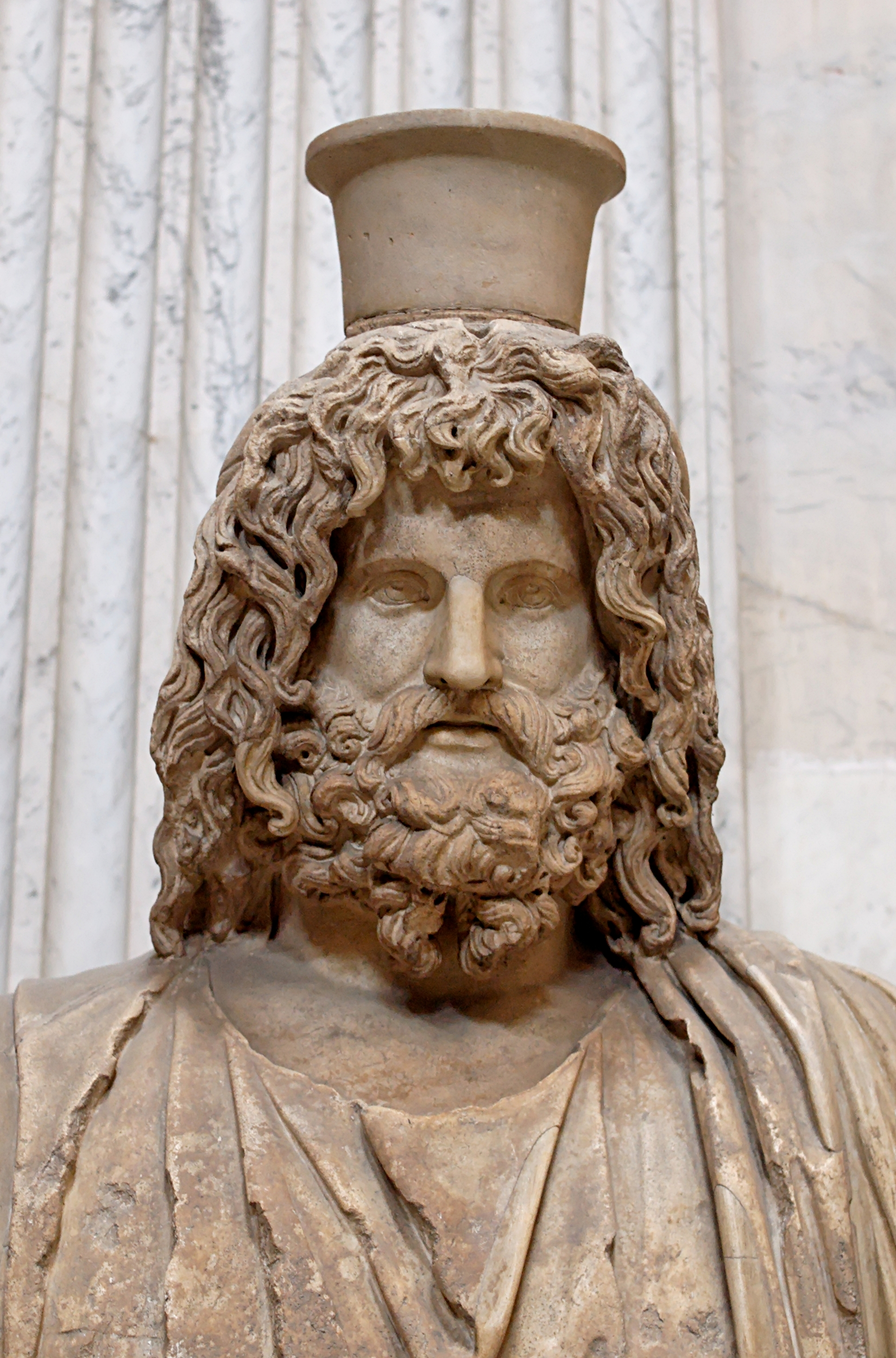
Copia romana de un busto del dios del Serapeo de Alejandría.

Aunque de vez en cuando intentaron restringir la influencia política del clero, los Lágidas no desincentivaron los cultos egipcios. Construyeron nuevos templos al estilo egipcio (p.ej. el de Hathor en Dendera o Kom Ombo) e impulsaron el culto a Serapis, una deidad sincrética greco-egipcia para la que erigieron un santuario propio (Serapeo) en Alejandría al que dotaron de un elaborado sacerdocio.
Al igual que los faraones de las dinastías precedentes, los Ptolomeos fueron venerados como dioses en vida por sus súbditos autóctonos. Pero introdujeron además el culto formalizado a Alejandro Magno y a cada uno de los Lágidas fallecidos. Por ello, hacia el final del periodo existían multitud de sacerdocios consagrados a cada uno de los antiguos monarcas divinizados. Los sacerdotes se reunían en sínodos en los que promulgaban decretos en favor del monarca reinante, que han perdurado en forma de inscripciones, y que muestran los variados fines (políticos, religiosos y psicológicos) que podía tener el culto real. Este también se estimulaba visualmente mediante una iconografía particular. Sin embargo ante la minoría griega la monarquía adoptaba señas de identidad diferentes, en las que el Lágida no era un rey-dios sino más bien un basileus y su imagen (retratos de mármol o bronce, efigies en monedas, etc.) de tipo helénico.

### Derecho
Al contrario que otros aspectos, en el Periodo Ptolemaico las cuestiones legales parecieron mantener separadas a las comunidades egipcia y griega. La costumbre egipcia adquirió estatus legal mediante decreto real. Los egipcios, y sus contratos, eran juzgados por jueces nativos de acuerdo con dicha costumbre. Por otra parte, los griegos redactaban contratos en griego para ser valorados en distintos tribunales. En líneas generales la lengua de los contratos determinaba el tribunal de recurso en el Derecho civil. Sin embargo, gran parte de la justicia se ejecutaba mediante decisión administrativa, y dado que el sistema económico estaba férreamente controlado por la monarquía, mucha de la actividad privada, así como sus litigios, eran resueltos por burócratas más que por jueces.

## Cultura
Este periodo se caracteriza por un auge de la cultura, fundamentalmente en Alejandría. La ciudad acogió a gran cantidad de sobresalientes escritores de su tiempo, sobre todo durante el reinado de los primeros Ptolomeos, y se convirtió en centro literario y cultural. Bajo el auspicio de Ptolomeo II, grandes poetas como Calímaco, Teócrito y Apolonio de Rodas residieron en ella, y a pesar de sus discrepancias artísticas formaron una escuela literaria. En cuanto a la producción en lenguas egipcias la mayor parte se hace en egipcio demótico no en egipcio clásico, por lo que el uso de los viejos signos jeroglígicos es substituido por la escritura demótica y el antecesor del alfebeto cóptico.
En Alejandría tuvo lugar una considerable producción literatura original, y de allá proviene una gran parte de los escritos en lengua griega del mundo helénico en este periodo. Pero además, a partir de mediados del siglo III a. C., se estudiaba académicamente todo el bagaje cultural anterior, gracias a lo cual se han conservado muchas obras griegas primitivas. Cabe señalar en este aspecto, por ejemplo, el trabajo que sobre Homero realizaron Zenódoto de Éfeso y Aristarco de Samotracia. La Biblioteca de Alejandría recopilaba tantos manuscritos como podía, y a la vez, durante todo el periodo, se escribían nuevas obras en la ciudad, que luego se vendían a griegos por todo el país. La ciencia también floreció en la Alejandría de los Lágidas, y en ella estudiaron e investigaron grandes sabios como Arquímedes, Euclides, Eratóstenes, Herón, Aristarco de Samos, etc. Debido a esta gran cantidad de prominentes hombres de ciencias y letras, la urbe fue uno de los principales núcleos del saber del mundo antiguo, rivalizando con Atenas, y conservó su importancia hasta mucho tiempo después del fin de la dinastía ptolemaica.
El desplazamiento hacia el oeste del centro de poder en el Mediterráneo, dio a Egipto una seguridad que permitió la supervivencia de la dinastía lágida, al tiempo que propició un desarrollo cultural griego en el país. En la práctica las culturas griega y egipcia no se mezclaron sino que coexistieron. Los Ptolemeos explotaron los recursos del país e impulsaron la cultura griega, pero permitieron la continuidad de las instituciones indígenas en aspectos religiosos, legales, literarios, y de costumbres. Su empeño en mantener el griego como idioma de la administración tuvo como efecto, al margen de su intencionalidad política, una contribución al gran florecimiento de la cultura helénica en Alejandría.

## Cronología del periodo helenístico de Egipto
Cronología estimada por los historiadores: 
- Primer faraón: Alejandro Magno, 332 - 323 a. C.

- Último faraón: Cleopatra VII, 51 - 30 a. C.
  - Ptolomeo XV Cesarión, 44 - 30 a. C.